# 機場東駅 (深圳市)
機場東駅（きじょうひがし-えき）は中華人民共和国深圳市宝安区に位置する深圳地下鉄1号線（羅宝線）・12号線（南寶線）の駅。
機場東駅は深圳宝安国際空港のA、Bターミナルビルへの交通アクセスとして計画されたが、2013年11月28日から新ターミナルビルへ移動になったことにより、A、Bターミナルビルは供用を停止した。しかし、この駅は「機場東」の駅名を依然として使用しているため、空港の最寄り駅と誤認する乗客が生じる原因になっている。2016年6月28日以前は、新ターミナルビルに地下鉄が連絡していなかった。そのため新ターミナルビルを利用する乗客は、1号線の后瑞駅で下車し、バスに乗り換える必要が生じた。
2016年6月28日に11号線が開業し、同線の機場駅から新ターミナルビルに連絡するようになった。

## 駅構造

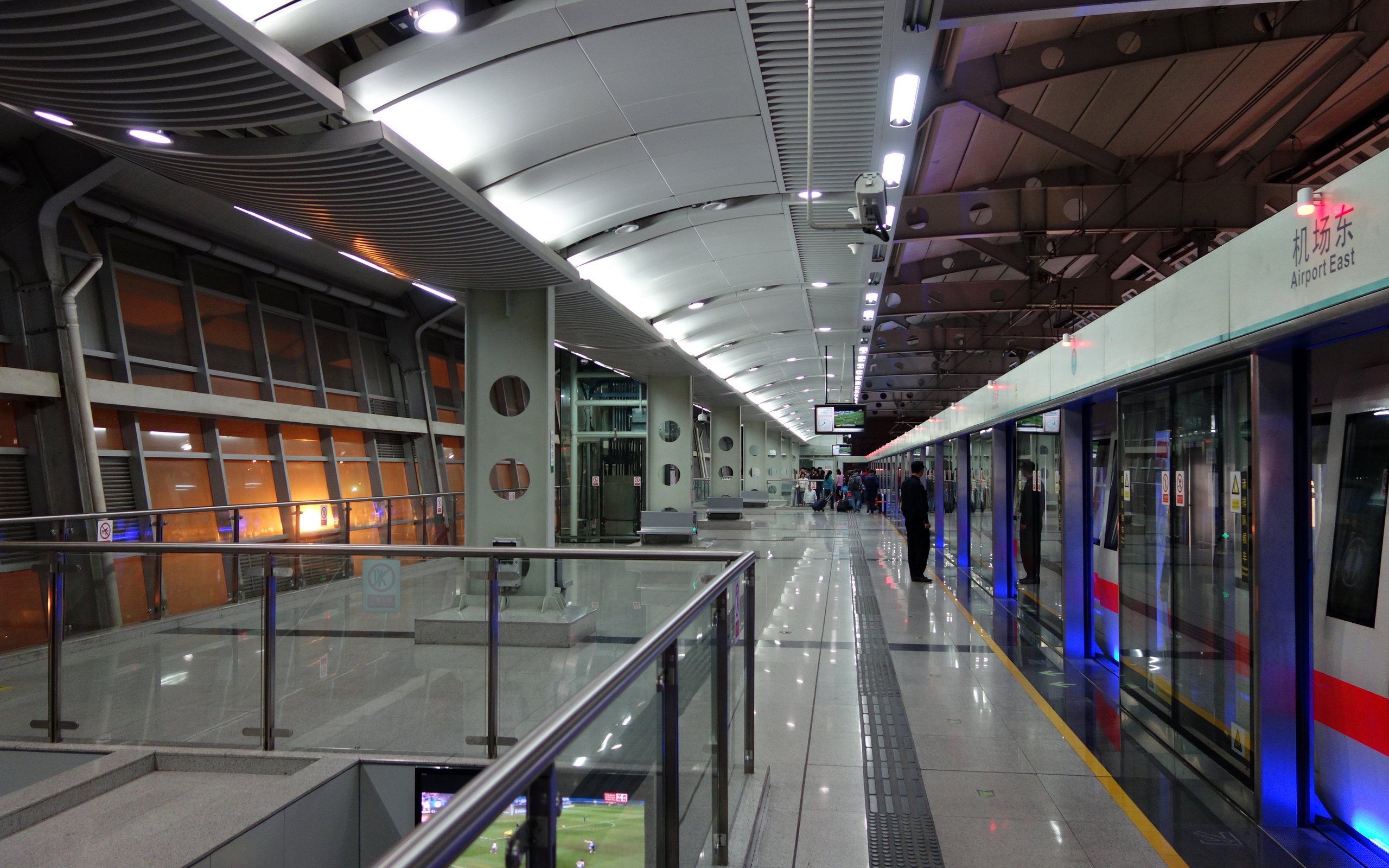
ホーム

1号線は相対式ホーム2面2線を有する高架駅（地上3階）。12号線は島式ホーム1面2線を有する地下駅（地下2階）。開業当初からホームドアを設置。

### のりば
地上3階
| のりば | 路線             | 行先       |
| ------ | ---------------- | ---------- |
| 1      | ■1号線（羅宝線） | 降車ホーム |
| 2      | ■1号線（羅宝線） | 羅湖方面   |

地下2階
| のりば | 路線              | 行先         |
| ------ | ----------------- | ------------ |
|        | ■12号線（南寶線） | 松崗方面     |
|        | ■12号線（南寶線） | 左砲台東方面 |

## 駅周辺
- 深圳宝安国際空港 （旧旅客ターミナル）

## 歴史
- 2011年6月15日 - 1号線開業。
- 2013年11月28日 - 深圳宝安国際空港のターミナルビルが移転し、旧ターミナルビルを閉鎖。
- 2022年11月28日 - 12号線開業。

## 隣の駅
深圳地下鉄
■1号線（羅宝線）
機場東駅 - 后瑞駅
■12号線（南宝線）
福囲駅 - 機場東駅 - 興囲駅